# Danza

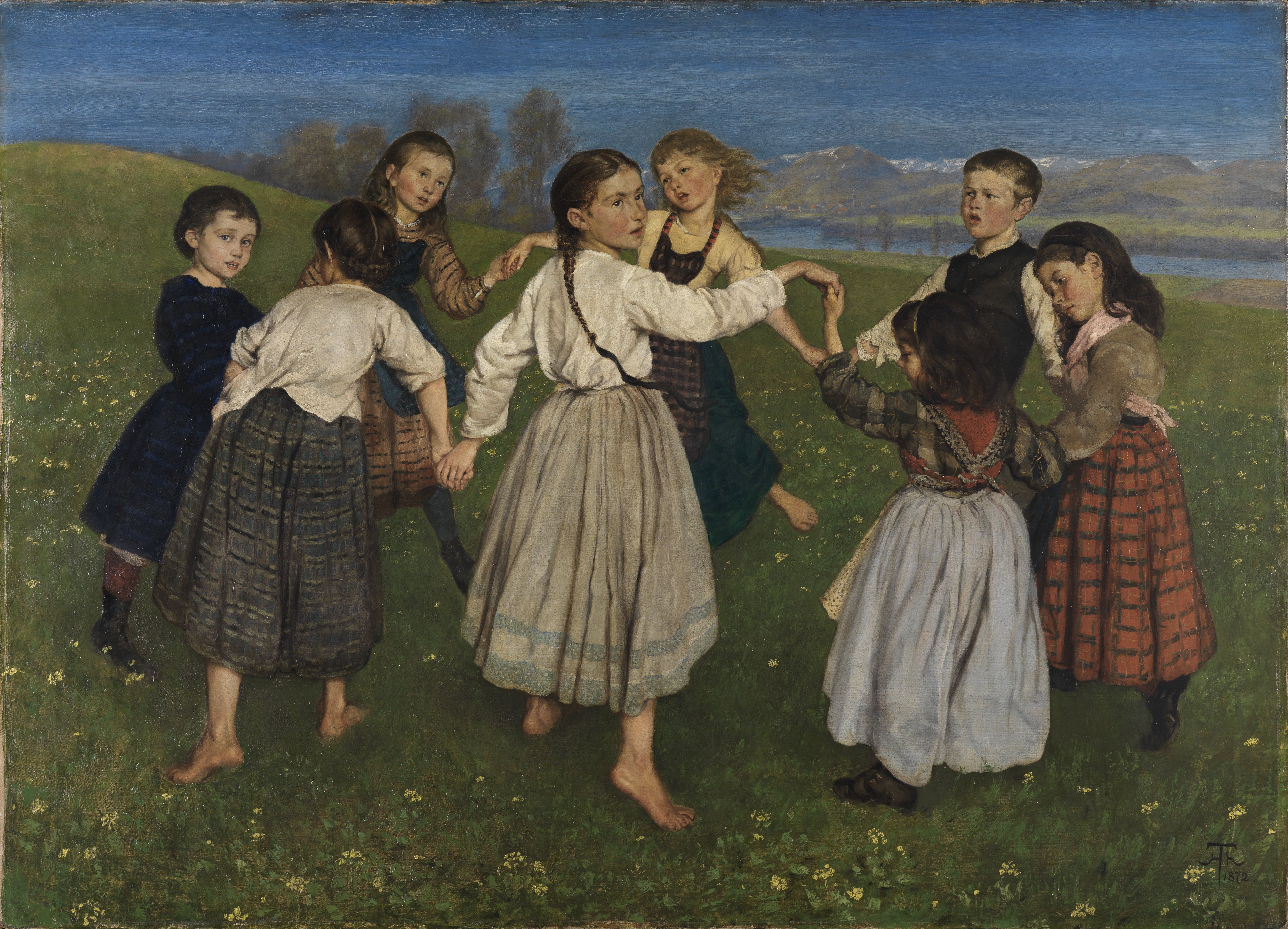
Der Kinderreigen de Hans Thoma (1839-1924). Ilustración de una ronda de niños bailando en un campo.

La danza o el baile es un arte donde se utiliza el movimiento del cuerpo, normalmente con música, como una forma de expresión y de interacción social con fines de entretenimiento y artísticos.
Es el movimiento estático y en desplazamiento que sucede en el espacio y el tiempo que se realiza con una parte y todo el cuerpo del ejecutante, con cierto compás o ritmo como expresión de sentimientos individuales o de símbolos de la cultura y la sociedad. La danza también es una forma de comunicación. Se usa el lenguaje no verbal entre los seres humanos donde el bailarín o bailarina expresa sentimientos y emociones a través de gestos y movimientos. Se realiza mayormente con música, ya sea una canción, pieza musical o tonos. 
Los primeros en reconocer la danza como un arte fueron los griegos, que le dedicaron en su mitología una musa: Terpsícore. Su práctica estaba ligada al culto del dios Dioniso y, junto con la poesía y la música, era elemento indispensable de la tragedia griega, donde la catarsis ponía al individuo en relación con los dioses; aunque también entre los griegos cumplía la danza una función de comunicación y cohesión social.

## Historia

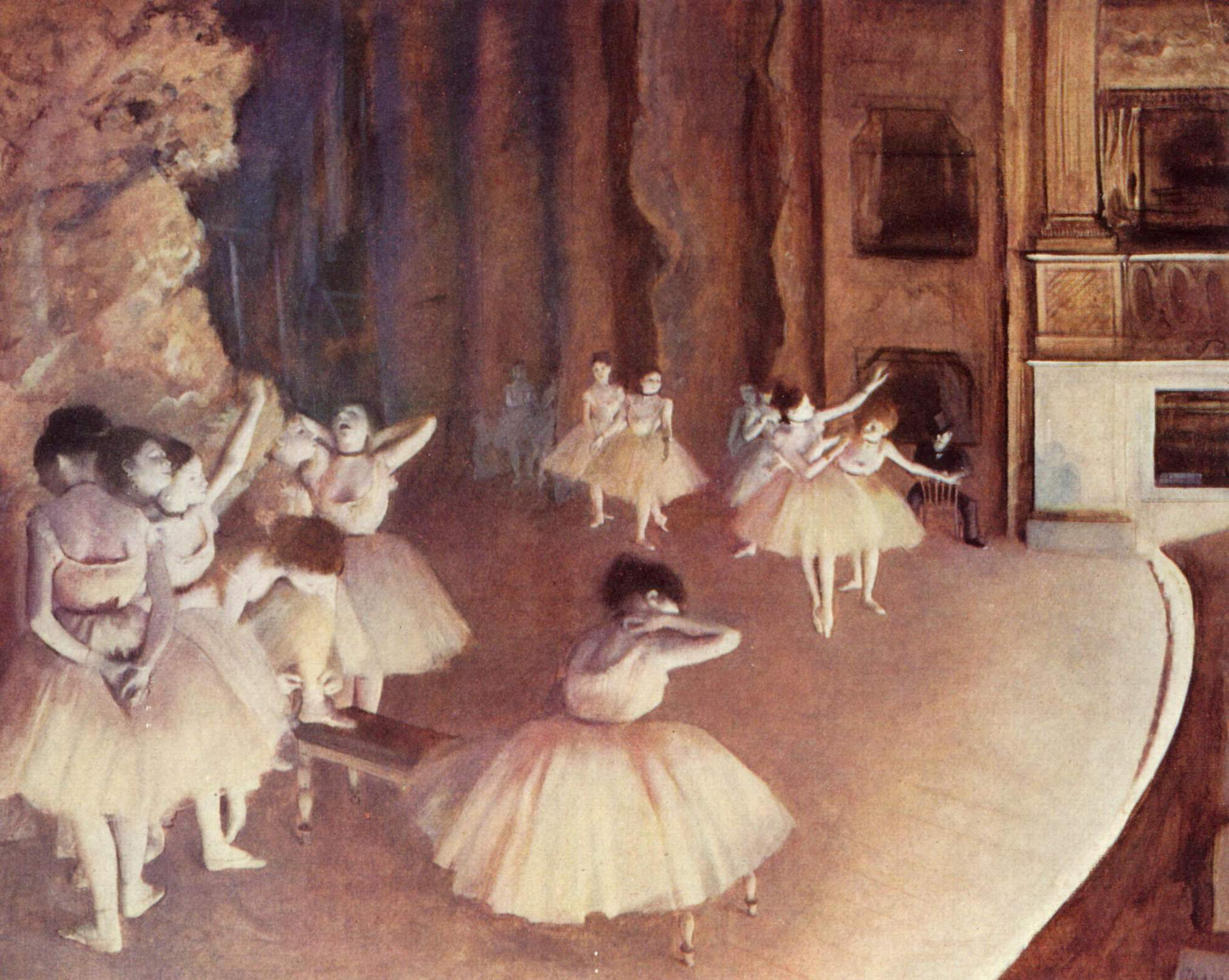
Bailarinas en una pintura de Edgar Degas.

La danza ha estado evolucionando con el paso del tiempo. Desde la prehistoria, el ser humano ha tenido la necesidad de comunicarse corporalmente con movimientos que expresaban sentimientos y estados de ánimo. Algunas pinturas rupestres encontradas muestran dibujos de figuras danzantes, las cuales se asocia con ilustraciones de rituales. Estos primeros movimientos rítmicos sirvieron igualmente para ritualizar acontecimientos importantes (nacimientos, defunciones, bodas). 
En Egipto las danzas fueron llevadas por los faraones, en Grecia, se hacían rituales de danza dedicados a los Dioses del panteón griego, estos bailes son reconocidos hoy en día como los orígenes del teatro contemporáneo occidental, en Roma, la danza formó parte de las procesiones, festivales y celebraciones en los años 150 a. C.
En principio, la danza tenía un componente ritual, celebrada en ceremonias de fecundidad, caza o guerra, o de diversa índole religiosa, donde la propia respiración y los latidos del corazón sirvieron para otorgar una primera cadencia a la danza.
En los orígenes del cristianismo, con una Iglesia constreñida a las catacumbas, habrá una actitud reaccionaria ante la danza. Esto cambiará cuando en el siglo IV cuando, además del reconocimiento del culto cristiano se proclama como el oficial del Estado. Con las primeras iglesias se permitirá bailar tanto dentro como fuera como una forma de expresión más practicada por el creyente.
En 1661, Luis XIV de Francia autorizó la primera Real Academia de la Danza. En los siguientes siglos el Ballet se daba de forma gratuita.

## La danza y la música

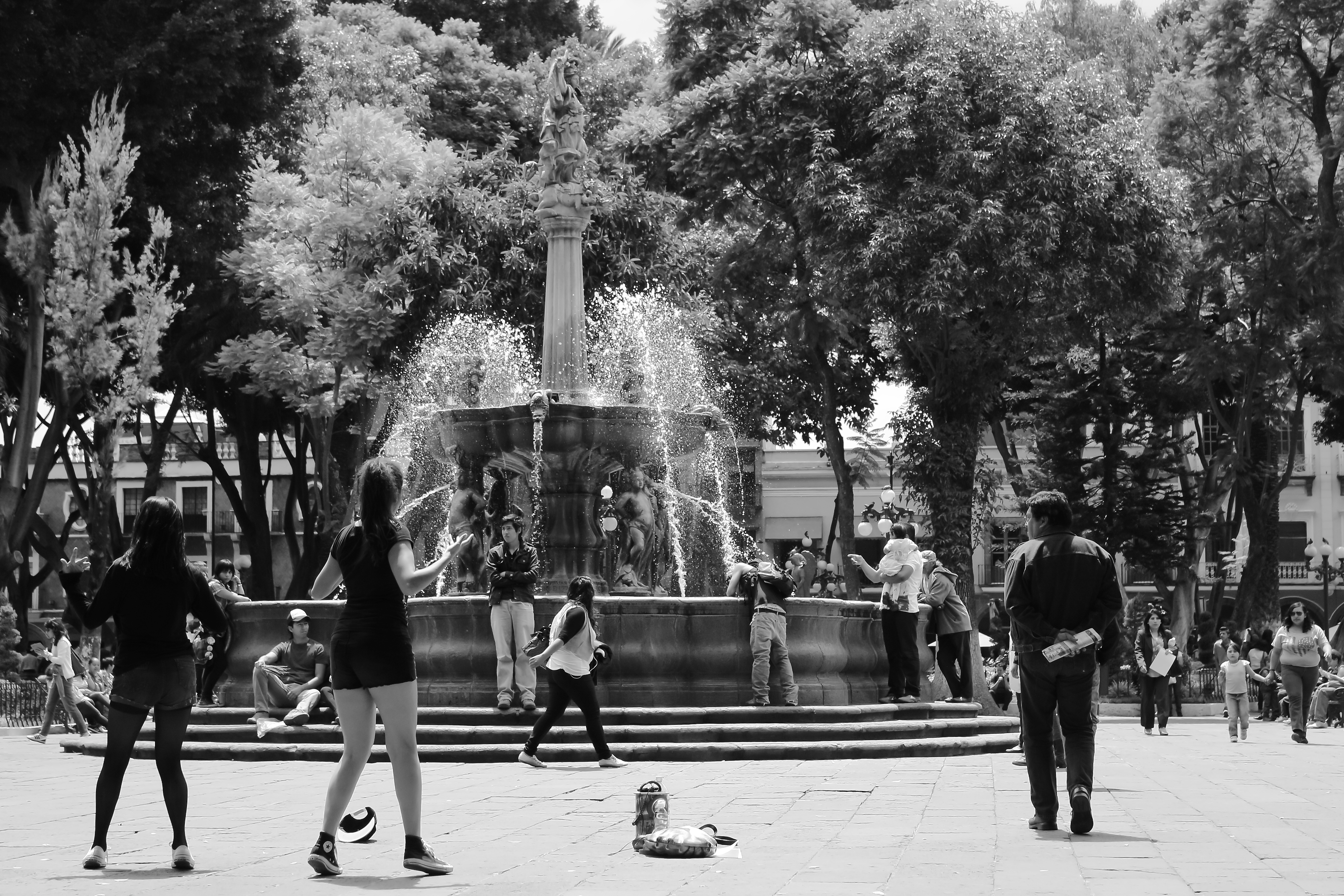
Baile juvenil en el centro histórico de Puebla, México.

Muchas maneras tempranas de la música y la danza se han creado y realizado en conjunto. Este desarrollo ha continuado vinculado a través del tiempo con las formas de danza/música, tales como: vals, tango, disco, salsa, electrónica, y hip-hop.
Algunos géneros musicales tienen una forma de danza en paralelo, como la música barroca y danza barroca; mientras que otros, como la música clásica y ballet clásico, se han desarrollado por separado.
Aunque la danza es acompañada a menudo por la música, también pueden ser presentada de forma independiente o proporcionar su propio acompañamiento (claqué). El género de música utilizada en la danza no necesariamente llevará el mismo estilo; la danza puede llevarse a cabo sin la música, el bailarín se moverá con su propio ritmo o con el sugerido por el coreógrafo.

## Ritmo
El ritmo y la danza están profundamente vinculados en la historia y la práctica. El bailarín estadounidense Ted Shawn escribió; "La concepción del ritmo que subyace a todos los estudios de la danza es algo de lo que podríamos hablar para siempre, sin agotar el tema". Un ritmo musical requiere dos elementos principales; primero, un pulso que se repite regularmente (también llamado "tiempo" o "tactus") que establece el tempo y, segundo, un patrón de acentuación y silencios que establece el carácter del compás o patrón rítmico básico. El pulso básico tiene aproximadamente la misma duración que un simple paso o gesto.

Un ritmo básico de tango

Los bailes generalmente tienen un tempo y un patrón rítmico característicos. El tango, por ejemplo, se suele bailar en un tiempo de 2 x 4  a aproximadamente 66 latidos por minuto. El paso lento básico, llamado "lento", dura un tiempo, de modo que un paso completo "derecha-izquierda" es igual a un 2 x 4. La caminata básica hacia adelante y hacia atrás de la danza se cuenta así - "lento-lento" - mientras que muchas figuras adicionales se cuentan "lento - rápido-rápido".
Así como los ritmos musicales se definen por un patrón de golpes fuertes y débiles, los movimientos corporales repetitivos a menudo dependen de la alternancia de movimientos musculares "fuertes" y "débiles". Dada esta alternancia de izquierda-derecha, de adelante-atrás y de subida-bajada, junto con la simetría bilateral del cuerpo humano, es natural que muchos bailes y mucha música estén expresados mediante métrica doble y cuádruple. Dado que algunos de estos movimientos requieren más tiempo en una fase que en la otra, como el tiempo más largo requerido para levantar un martillo que para golpear, algunos ritmos de baile se expresan con naturalidad mediante métrica triple. Ocasionalmente, como por ejemplo en las danzas folclóricas de los Balcanes, las tradiciones de la danza dependen en gran medida de ritmos más complejos. Además, las danzas complejas compuestas por una secuencia fija de pasos siempre requieren frases y melodías de cierta duración fija para acompañar esa secuencia.

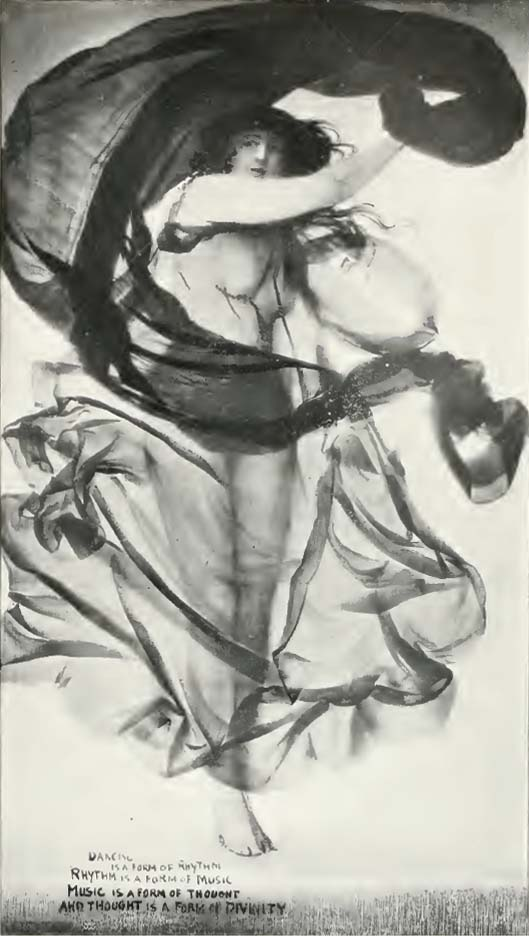
Lululaund – La bailarina (pintura y tela de seda. A.L. Baldry 1901, antes de la p. 107), La inscripción dice; "El baile es una forma de ritmo / El ritmo es una forma de música / La música es una forma de pensamiento / Y el pensamiento es una forma de divinidad".

El acto mismo de bailar, los pasos en sí, generan un "esqueleto inicial de pulsos rítmicos" que debe haber precedido a cualquier acompañamiento musical separado, mientras que la danza en sí, tanto como la música, requiere cronometraje de la misma manera que los movimientos repetitivos utilitarios de caminar, arrastrar y excavar adquieren, a medida que se refinan, algo de la calidad de la danza.
Por lo tanto, el acompañamiento musical surgió en la danza más antigua, de modo que los antiguos egipcios atribuyeron el origen de la danza al divino Athotus, de quien se dice que observó que la música que acompañaba los rituales religiosos hacía que los participantes se movieran rítmicamente y llevaran estos movimientos a una medida proporcional. La misma idea, que la danza surge del ritmo musical, se encuentra en la Europa renacentista en las obras del maestro de danza Guglielmo Ebreo da Pesaro, quien habla de la danza como un movimiento físico que surge y expresa el movimiento espiritual hacia adentro, de acuerdo con las "medidas y concordancias perfectas de armonía" que llegan al oído humano, mientras que, antes, Mechthild de Magdeburg, aferrándose a la danza como símbolo de la vida santa presagiada en las palabras de Jesús: "Toqué la flauta y vosotros no habéis bailado", escribe;
No puedo bailar a menos que tú me dirijas. Si quieres que salte en alto, canta tú y saltaré, en el amor y del amor al conocimiento y del conocimiento al éxtasis por encima de todo sentido humano. 
De hecho, el célebre tratado de danza "Orchésographie" de Thoinot Arbeau del siglo XVI comienza con definiciones de más de ochenta ritmos de percusión distintos.

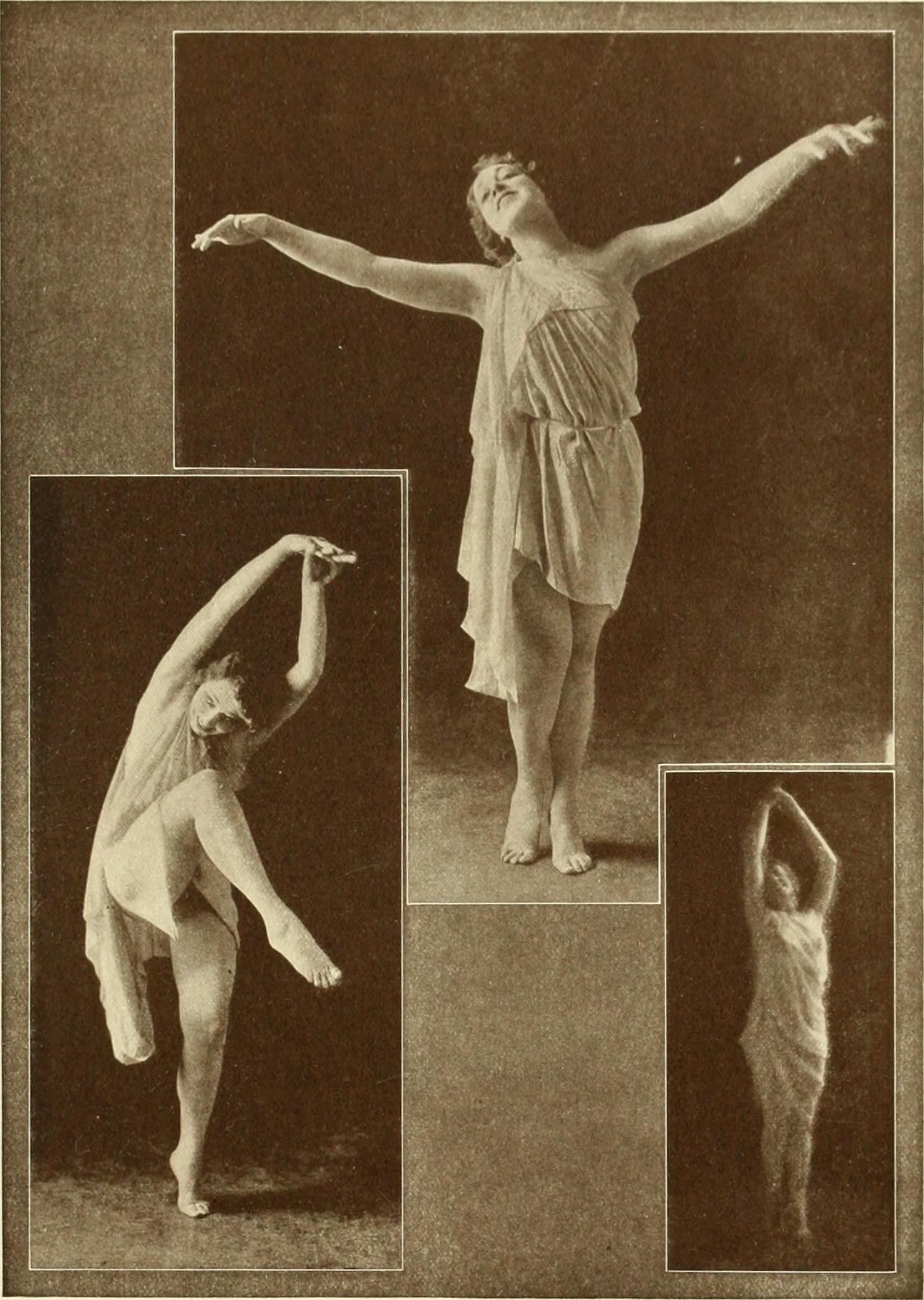
Helen Moller

Como se ha mostrado anteriormente, la danza ha sido representada a lo largo de los siglos como una respuesta a la música, pero, tal como indicó Lincoln Kirstein, es al menos tan probable que la música primitiva surgiera de la danza. Shawn está de acuerdo, afirmando que la danza "fue el primer arte de la raza humana, y la matriz a partir de la cual surgieron todas las demás artes" y que incluso la " métrica en nuestra poesía actual es el resultado de los acentos necesarios para el movimiento corporal, ya que el baile y la recitación se realizaban simultáneamente ", una afirmación algo apoyada por el uso común del término "pie" para describir las unidades rítmicas fundamentales de la poesía.

## Tipos de danza

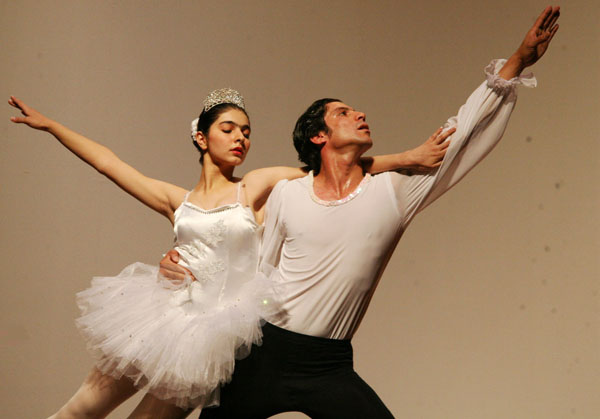
Bailarines de ballet.

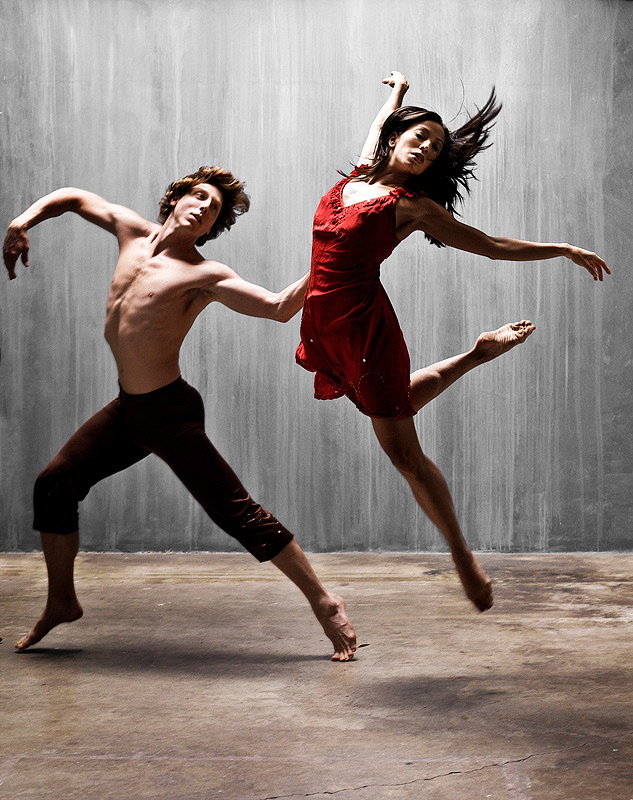
Danza contemporánea.

Las definiciones que constituyen a la danza dependen de factores sociales, culturales, estéticos, artísticos y morales; así como también del rango de movimiento funcional hasta las técnicas virtuosas. 
Cada danza, independientemente del estilo, tiene algo en común: implica tener flexibilidad y movimiento del cuerpo, así como buena condición física. Existieron muchos tipos de bailes y géneros de danza, generalmente se clasifica a estos en tres grandes grupos:
- Las danzas populares o folclóricas: Están profundamente arraigadas en las tradiciones culturales de los pueblos. Se desarrollan dentro de comunidades específicas y son una forma de expresión popular transmitida de generación en generación. Estas danzas reflejan la vida cotidiana, los valores, las creencias y la historia de un grupo o nación.
Características:
• Expresión cultural: Cada danza folclórica es única a una región o país, como el flamenco en España, el tango en Argentina, o la danza del Chacarera en Argentina y Bolivia.
• Movimiento libre: Generalmente, las danzas folclóricas son muy expresivas y no se enfocan tanto en la técnica perfecta, sino en transmitir emociones y contar historias.
• Vestimenta tradicional: Los bailarines suelen vestir ropa típica que varía según la región.
• Música y ritmo: Utiliza música popular e instrumentos tradicionales de cada cultura, como guitarras, tambores o flautas.Son las que se basan en la transmisión de la cultura tradicional.
- Las danzas clásicas: Las danzas clásicas, como el ballet, tienen sus raíces en las cortes europeas del Renacimiento y el Barroco, y fueron formalizadas principalmente en Francia y Rusia. El ballet es la forma más destacada de danza clásica, conocido por su disciplina rigurosa, movimientos técnicos y estética refinada. 
Características:
• Técnica estricta: Se centra en el perfeccionamiento de posturas y movimientos precisos, como el uso del puntaje (bailar sobre la punta de los pies).
• Estructura formal: Las coreografías siguen una estructura formal y en muchas ocasiones cuentan historias mitológicas o literarias.
• Vestimenta y escenografía: La vestimenta es altamente estilizada y los escenarios son elaborados, con énfasis en la estética visual y la música de compositores clásicos (como Tchaikovsky, Prokofiev).
• Clases y entrenamiento: Los bailarines de ballet pasan años perfeccionando su técnica en escuelas de danza especializadas.

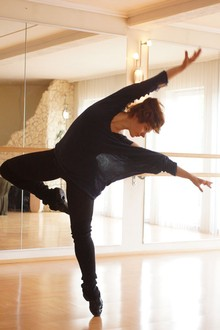
danza jazz

- Las danzas modernas: Las danzas modernas son un conjunto de estilos de baile que surgieron a partir del siglo XX como una respuesta a la rigidez y el formalismo de la danza clásica, explorando nuevas formas de expresión corporal, técnicas y ritmos. Su origen se encuentra en la búsqueda de mayor libertad de movimiento, impulsada por bailarines y coreógrafos que querían romper con las estructuras tradicionales del ballet y explorar la individualidad y la emoción en la danza.
Entre los principales ejemplos de danzas modernas se encuentran:
- Danza contemporánea: Evolución de la danza moderna que combina técnicas del ballet, la danza moderna y movimientos naturales del cuerpo.
- Jazz: Estilo dinámico que integra técnicas del ballet con movimientos enérgicos, giros y saltos influenciados por la música jazz.
- Danza urbana (Street Dance): Conjunto de estilos nacidos en contextos urbanos y en comunidades afrodescendientes, como el hip-hop, break dance, popping y locking.
- Danza experimental: Estilos que exploran el cuerpo y el movimiento desde perspectivas innovadoras, rompiendo con los formatos tradicionales.

## Estudios de danza

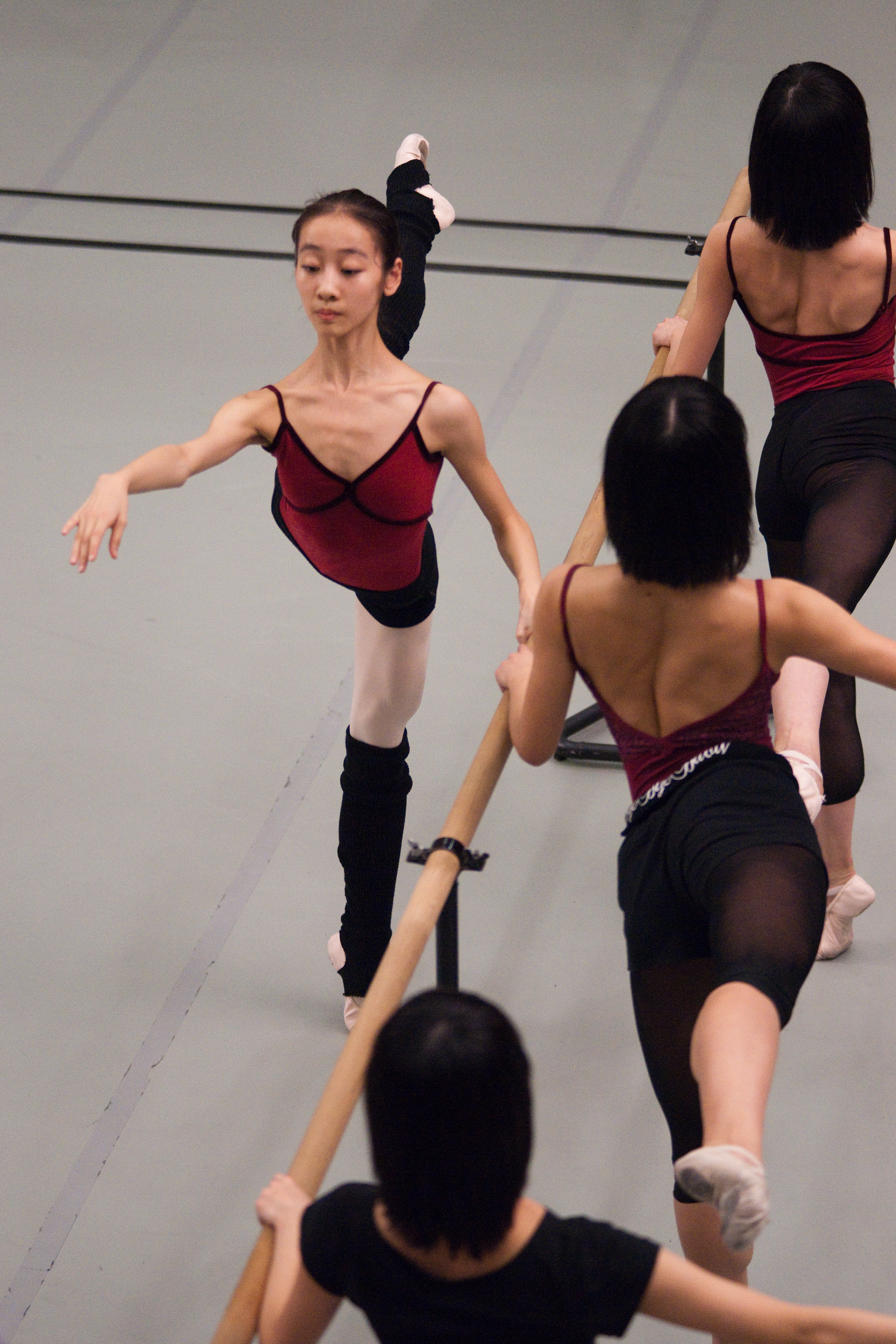
Bailarinas en clase de ballet

En la década de 1920, los estudios de  la danza (práctica de la danza, la teoría crítica, análisis musical y de la historia) comenzaron a ser considerados como disciplinas académicas. Hoy en día estos estudios son una parte integral de las artes en muchas universidades y programas de humanidades.
A finales del siglo XX, se reconoció el conocimiento práctico como igual al académico; esto condujo a la aparición de prácticas de investigación. Una amplia gama de cursos de baile están disponibles, incluyendo:
- Práctica profesional: habilidades de interpretación y técnica, docencia.
- Práctica de investigación: la coreografía y el desempeño.
- Etnocoreología, que abarca los aspectos relacionados con la danza de: antropología, estudios culturales, estudios de género, estudios de área, la teoría post-colonial, etnografía, etc.
- La danzaterapia o terapia del baile.
- La danza y la tecnología: los nuevos medios y tecnologías de alto rendimiento.
- Análisis del movimiento Labán y estudios somáticos.

Títulos académicos están disponibles, desde licenciaturas hasta doctorados y otras becas postdoctorales.

## Enfoques

### Teatral
La danza de concierto, como la ópera, generalmente depende, para su forma a gran escala, de una estructura narrativa dramática. Los movimientos y gestos de la coreografía están destinados principalmente a imitar la personalidad y los objetivos de los personajes y su papel en la trama. Estos requisitos teatrales tienden a realizar movimientos más largos y libres que los habituales en los estilos de danza no narrativos. Por otro lado, el ballet blanco, desarrollado en el siglo XIX, permite interludios de danza rítmica que se convirtieron en ballets totalmente "sin trama" en el siglo XX  y que permitían pasos de baile rápidos y rítmicos como los del petit alegro. Un ejemplo bien conocido es la Danza de los polluelos de cisne en el segundo acto del Lago de los cisnes.
El ballet se desarrolló a partir de producciones dramáticas cortesanas de Francia e Italia de los siglos XVI y XVII y durante algún tiempo los bailarines interpretaron danzas desarrolladas a partir de las conocidas de la suite musical, todas ellas definidas por ritmos definidos, estrechamente identificados con cada danza. Estos aparecieron como danzas de personajes en la era del nacionalismo romántico.
El ballet alcanzó una moda generalizada en la era romántica, acompañado por una orquesta más grande y concepciones musicales más grandiosas que no se prestaban fácilmente a la claridad rítmica y por una danza que enfatizaba el mimo dramático. Se necesitaba un concepto más amplio de ritmo, lo que Rudolf Laban denomina "ritmo y forma" del movimiento que comunica carácter, emoción e intención, mientras que solo ciertas escenas requerían la sincronización exacta del paso y la música esencial para otros estilos de danza, de modo que, para Labán, los europeos modernos parecían totalmente incapaces de captar el significado de "movimientos rítmicos primitivos", una situación que comenzó a cambiar en el siglo XX con producciones como El rito de la primavera de Igor Stravinsky con su nuevo lenguaje rítmico que evoca sentimientos primarios de un pasado primitivo.
Los estilos de danza clásica de la India, como el ballet, suelen tener una forma dramática, de modo que existe una complementariedad similar entre la expresión narrativa y la danza "pura". En este caso, los dos se definen por separado, aunque no siempre se realizan por separado. Los elementos rítmicos, que son abstractos y técnicos, se conocen como nritta. Sin embargo, tanto esta como la danza expresiva (nritya) están estrechamente ligadas al sistema rítmico (tala). Los profesores han adaptado el sistema mnemónico rítmico hablado llamado bol a las necesidades de los bailarines.
Los estilos de danza y teatro clásicos japoneses como Kabuki y Noh, como la danza y el teatro indio, distinguen entre producciones de danza narrativa y abstracta. Las tres categorías principales de kabuki son jidaimono (histórico), sewamono (doméstico) y shosagoto (piezas de danza). De manera similar, Noh distingue entre Geki Noh, basado en el avance de la trama y la narración de la acción, y Furyū Noh, piezas de danza que involucran acrobacias, propiedades escénicas, múltiples personajes y acción escénica elaborada.

### Participativo y social
Los bailes sociales, aquellos destinados a la participación más que a una audiencia, pueden incluir varias formas de mímica y narrativa, pero típicamente se establecen mucho más cerca del patrón rítmico de la música, por lo que términos como vals y polka se refieren tanto a piezas musicales como al baile en sí. El ritmo de los pies de los bailarines puede incluso formar parte esencial de la música, como en el claqué. La danza africana, por ejemplo, tiene sus raíces en pasos básicos fijos, pero también puede permitir un alto grado de interpretación rítmica: los pies o el tronco marcan el pulso básico mientras que los hombros, las rodillas o la cabeza recogen ritmos cruzados. los mejores bailarines dando simultáneamente expresión plástica a todos los elementos del patrón polirrítmico.

## Coreografía y elementos de la danza

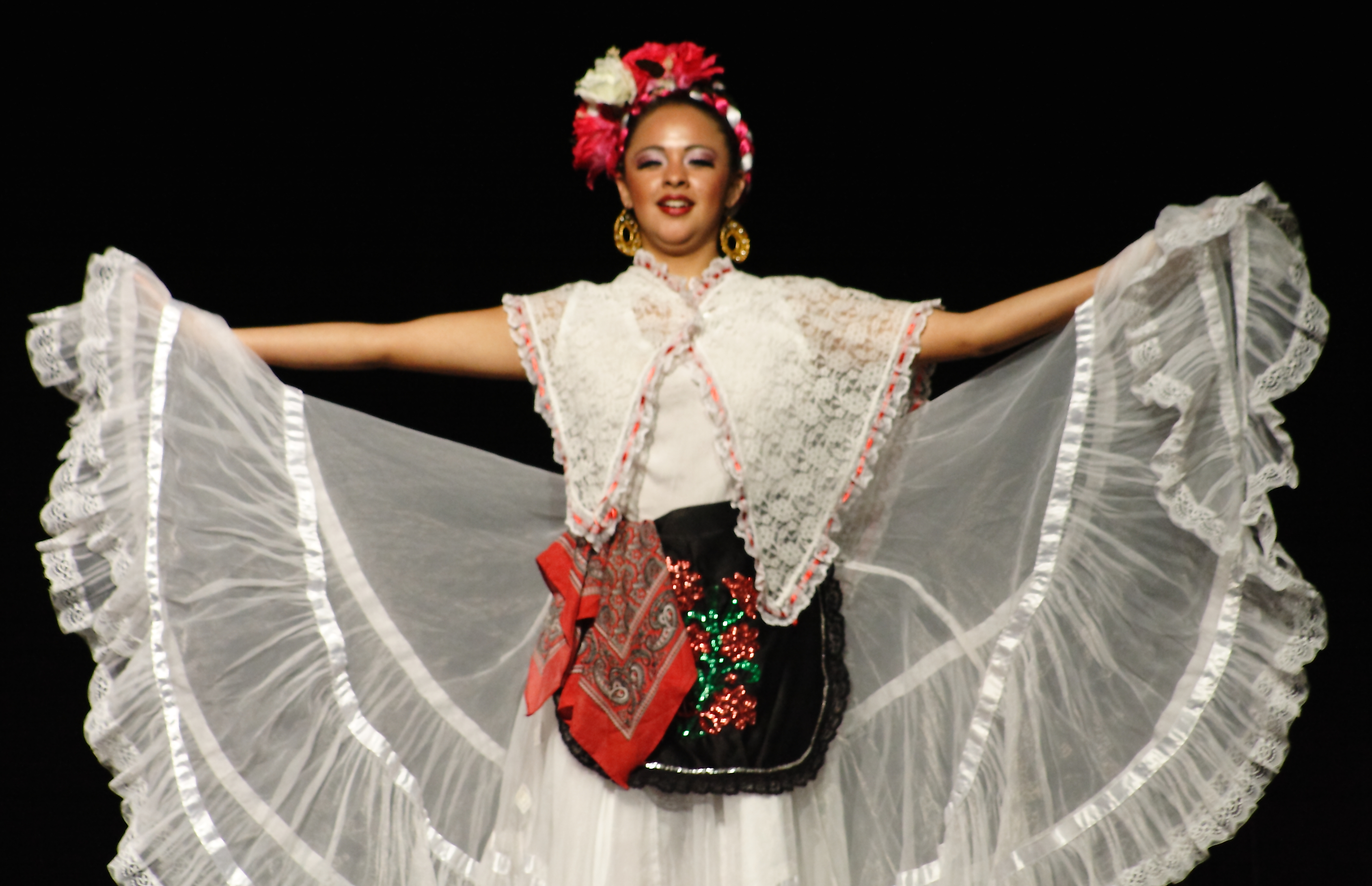
Mujer haciendo baile típico del estado de Veracruz, México.

Coreografía (literalmente "escritura de la danza", también llamada composición de la danza). De las palabras griegas "χορεία" (danza circular, corea) y "γραφή" (escritura). Es el arte de crear estructuras en las que suceden movimientos; el término composición también puede referirse a la navegación o conexión de estas estructuras de movimientos. La estructura de movimientos resultante también puede ser considerada como la coreografía. Las personas que crean la coreografía son llamados coreógrafos.
Los elementos (movimientos) y características específicas de una danza, se utilizan para elaborar una coreografía, y a partir de ellos pueden inventarse nuevos movimientos para crear nuevas coreografías. La coreografía también es utilizada en situaciones especiales, como en la cinematografía, el teatro, musicales, conciertos, performances, eventos y presentaciones artísticas.

### Elementos que conforman la danza

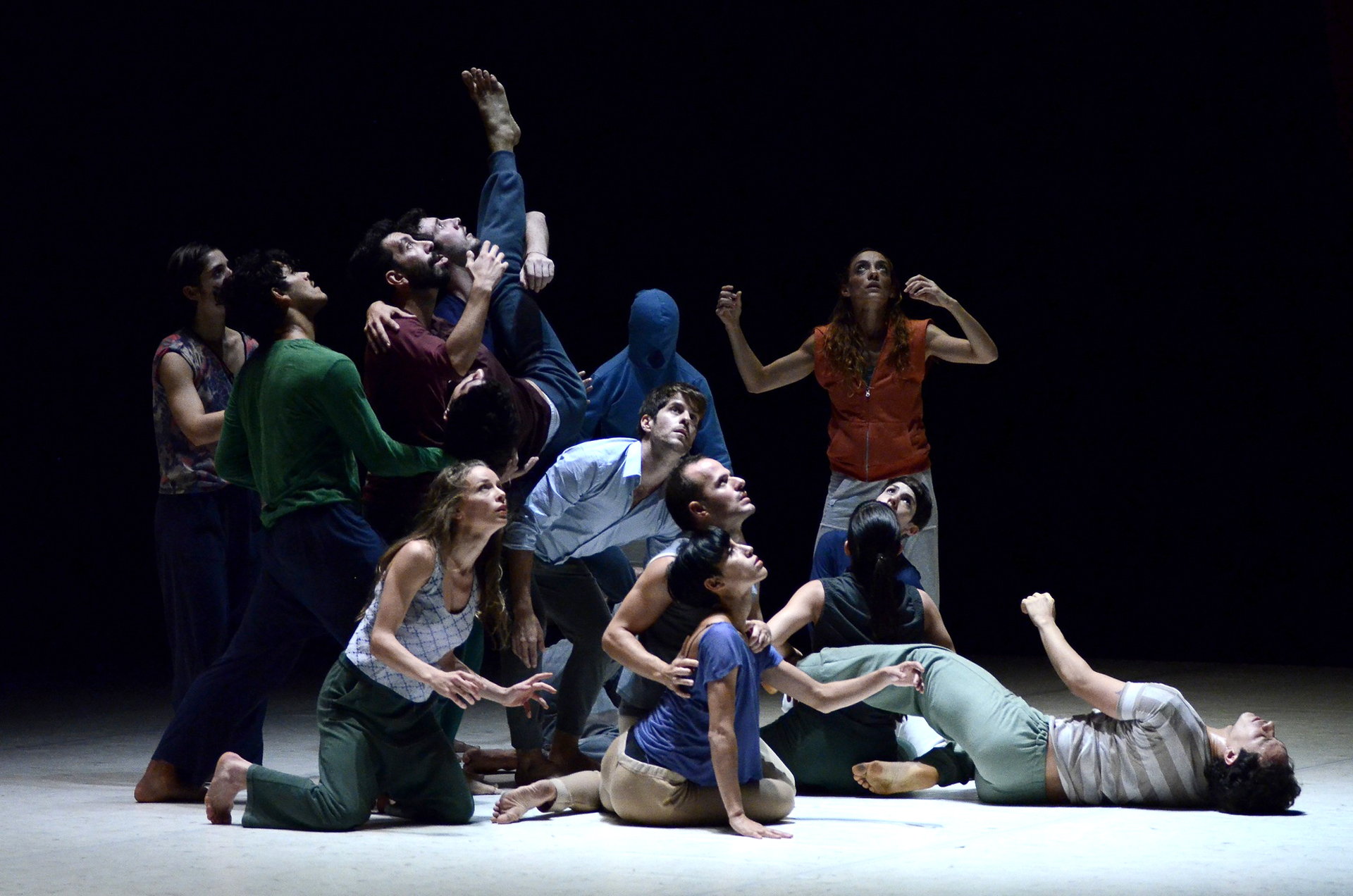
Danza contemporánea, muy expresiva

La danza se compone de diversos elementos básicos que se interrelacionan, logrando transmitir emociones al público y para el mismo bailarín.
- Movimiento corporal
- Ritmo
- Expresión corporal
- Expresión facial
- Espacio
- Estilo

El uso predominante de uno u otro elemento no es siempre parejo; en ciertos bailes predomina el ritmo, en otros el uso del espacio, en otros el estilo, etc. Es importante destacar que de acuerdo al tipo y género de baile se acentuará el uso de uno u otro elemento. Dentro del baile se van creando nuevos géneros y variantes al crear nuevas coreografías y de esta forma se van diversificando.
Cuando la danza se manifiesta con una intención determinada, diferente a lo que es el puro bailar o como el equilibrio estético que es el ballet clásico, se puede complementar con lo que se puede denominar «adicionales no danzantes». Estos son: mímica, gesto simbólico, canto y palabra.

## Psicología de la danza
De principio a fin lo que ha sido la historia de la danza se ha visto dentro de los métodos tradicionales para la preparación de un bailarín, pero a lo largo de este tiempo los profesores se han percatado de que estos métodos no siempre dejan lo mejor preparado al alumno de danza. Por eso, es importante ver los avances que se ha tenido en la ciencia del deporte y la psicología para así poder tener una información más entendible, aplicando la psicología en la enseñanza de la danza y poder otorgarles un mejor rendimiento a los estudiantes de ésta disciplina, al igual de que nos dará un mejor panorama para la preparación mental que conlleva la danza.

### Pirámide de la actitud escénica
Esta es la cual los bailarines experimentan durante su actuación, conduciéndolos a una actitud escénica, originada por los cambios realizados por el bailarín para poder rendir al máximo. En la base se encuentra la motivación, posteriormente la confianza en uno mismo, consecuentemente la intensidad y por último la concentración.

#### Motivación
La motivación es cuando una persona encuentra por cierto medio una manera de satisfacer alguna necesidad y así crea una mejor disposición o aumento por la realización de dicha acción.
Hay algunas situaciones donde se puede observar que el bailarín lo tiene todo (extensión, técnica, fuerza); sin embargo, no llegan a dar su máximo. En cambio nos encontramos con otras situaciones de bailarines que les cuesta más trabajo, queriendo decir que carecen del talento pero llegan a obtener un nivel más alto.

#### Confianza en uno mismo
Este es el segundo nivel en cuanto a la pirámide de actitud escénica, siendo uno de los niveles más influyentes en la actuación de la danza; al igual que parte integral del programa psicológico de rendimiento. Esta confianza dentro de la danza se identificará por la sólida fe que obtenga el bailarín en el momento de aprender y realizar cierta técnica o al representar algún papel. Por lo tanto, nunca se le debe limitar a un bailarín a la enseñanza de habilidades técnicas y artísticas, por lo que se debe mostrarles la confianza en cuanto a la capacidad de la ejecución de dicha técnica.

#### Intensidad
Es cuando llega la hora de actuar, refiriéndose al grado de preparación psicológica que tendrá el bailarín al momento previo de su actuación. Esta se caracteriza por las diversas evoluciones que presentarán en el estado fisiológico, como lo son los latidos del corazón, presión sanguínea, producción de adrenalina e incluso miedo. Los bailarines la pueden presenciar de una manera tanto positiva como negativa.

#### Concentración
El máximo punto de la pirámide de actitud escénica. En ciertas ocasiones es el menos comprendido; sin embargo, es el que sintoniza a los bailarines en su actuación. Este es la capacidad que se tiene hacia una cosa en un largo periodo de tiempo.

## La danza en otras aplicaciones
En el deporte también se incorpora la danza, como en la gimnasia, el patinaje artístico sobre hielo o sobre ruedas, la natación sincronizada y la gimnasia rítmica, como asimismo el kata, de las artes marciales, que puede asociarse como un tipo de baile. Por otro lado también se utiliza como figura literaria metafórica, por ejemplo, al describir el movimiento de objetos inanimados: las hojas bailaban con el viento. Asimismo la danza también desempeña un papel comunicativo dentro de los patrones de comportamiento de los animales, como la danza de las abejas, o algunas especies de aves como el Fusil magnífica, en que el macho baila para atraer a la hembra al apareamiento (a esto se le conoce como cortejo).